# Residencia de Jambi

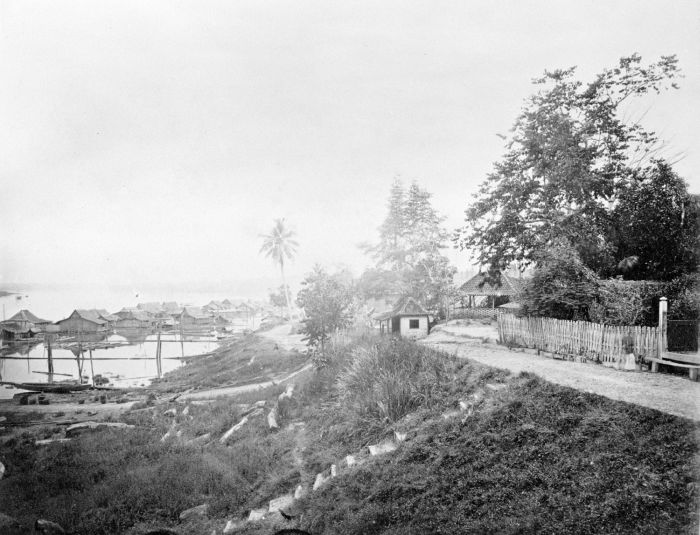
Río Batang Hari fotografiado durante la Expedición a Sumatra de 1877-1879.

La residencia de Jambi (en neerlandés: Residentie Djambi) fue una residencia, entidad territorial administrativa de las Indias Orientales Neerlandesas que se estableció en 1906.

## Historia
Con el final del período del sultanato de Jambi tras la muerte del sultán Thaha Syaifuddin el 27 de abril de 1904 y el éxito de los neerlandeses en el control de los territorios del sultanato, Jambi fue designado como residencia y entró en las Indias Orientales Neerlandesas. El primer residente de Jambi (en neerlandés: Residentie Djambi) O. L. Helfrich, fue designado en base al decreto del Gobernador General de los Países Bajos nº 20, el 4 de mayo de 1906 y su investidura se celebró el 2 de julio de 1906.